# Igm Robotersysteme

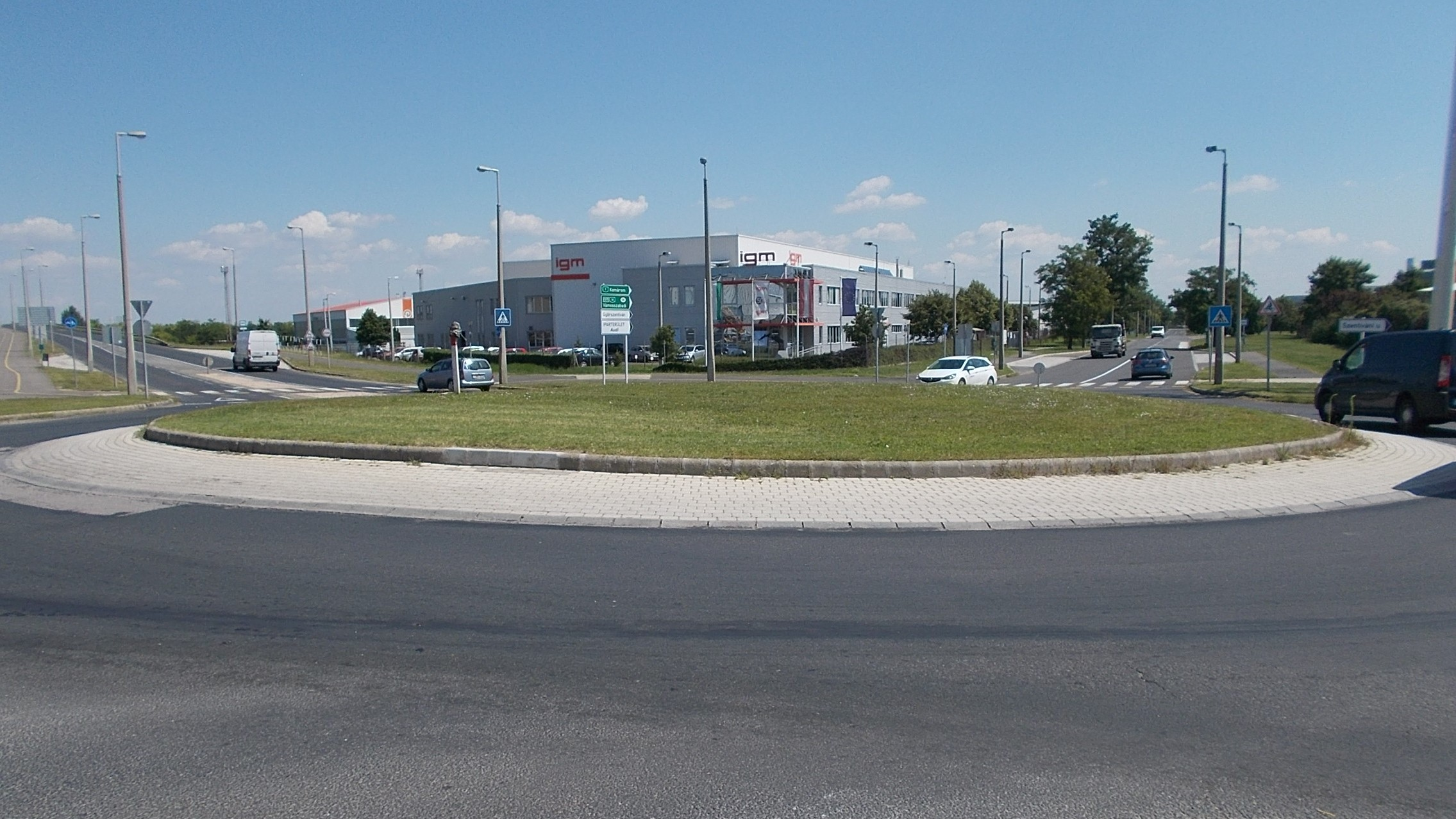
Pobočka v Maďarsku

Igm Robotersysteme AG (nebo jen igm) je rakouský výrobce a prodejce robotů. Rakouská společnost Igm Robotersysteme AG vyrábí především svařovací roboty igm.

## Historie společnosti
Společnost byla založena v roce 1967 dvěma inženýry Güntherem Kloimüllerem a Franzem Vokurkou jako obchodní společnost pro prodej výrobků svařovací techniky pod názvem Industriegeräte und Maschinen GmbH ve Vídni. V roce 1975 se společnost přestěhovala do nově založené lokality v průmyslové zóně Wiener Neudorf. S vývojem robota (LIMAT 2000) začal v roce 1979 vstup do technologie robotického svařování. V roce 1981 společnost za tento vývoj získala rakouskou státní cenu za inovace. V únoru 1989 byl název společnosti změněn na igm Robotersysteme AG a akciová společnost byla veřejná.
Investiční společnost Erhard Grossnigg získala v lednu 2005 více než 90 % akcií společnosti igm. V březnu 2016 Grossnigg oznámil, že z podnikání vystoupí.

## Obchodní
V současnosti má igm Robotersysteme více než 20 dceřiných společností, včetně Německa, Spojeného království, Spojených států, Ruska a Číny. Sortiment zahrnuje řešení na míru pro automatizované procesy svařování a řezání.
Global Welding Group zaměstnává více než 700 lidí, z toho asi 290 pro igm Robotersysteme AG. Skupina dosáhla v roce 2011 obratu kolem 150 milionů eur, přičemž robotika činila 60 milionů eur. Trh společnosti je cílený na Evropu, USA, Rusko, Čínu, Indii, Koreu, ale exportuje do celého světa. 90 % tržeb je realizováno v zahraničí, přičemž nejvýznamnějšími exportními trhy jsou Asie, Německo, Španělsko, Francie, Indie, Rusko a Spojené státy.

## Zastoupení igm pro Česko a Slovensko
Na začátku roku 2012 otevřela společnost igm nové obchodní zastoupení pro Českou a Slovenskou republiku strategicky umístěné v jihomoravském regionu. Z tohoto zastoupení poskytuje igm plnou servisní, technickou a obchodní podporu svým zákazníkům.
- Tibor Szentandrási (servis a obchodní zástupce)
- František Arbes (manažer prodeje)